# Посольство Мьянмы в России
Посольство Республики Союз Мьянма в Москве — официальное представительство Мьянмы в России. Располагается в Москве в Доме Рукавишникова на Большой Никитской улице.

## Дипломатические отношения
Дипломатические отношения между СССР и Бирмой (официальное название страны до 1989 года) установлены 18 февраля 1948 года. Первый посол Бирмы в СССР приступил к работе 9 августа 1951 года. В декабре 1991 года Мьянма признало Российскую Федерацию в качестве государства-продолжателя СССР.

## Дополнительная информация
- Действующий посол Республики Союз Мьянма в Российской Федерации: Тит Линн Оун (прибыл 15 января 2024 года[2]).
- Индекс автомобильных дипломатических номеров посольства — 023.

## Послы Мьянмы в России
| - У Он (1951—1956) - У Кьин (1956—1962) - Пе Кхин (1964—1966) - Ба Видел (1966—1968) - У По Кун (1968—1969) - Такин Чжо Тун (1969—1975) - Кьяу Хаинг (1977—1980) - Хла Шве (1980—1981) - Кьяу Кхин (1981—1984) - Чжи Мьинт (1984—1986) | - Тин Эй (1986—1988) - Тин Тун (1988—1992) - Кхин Маунг Со (1994—1996) - Тин Со (2000—2006) - Мин Тейн (2006—2012) - Тин Ю (2012—2017) - Ко Ко Шейн (2017—2021) - Лвин У (2021—2024) - Тит Линн Оун (с 2024) |